# Karl Lüdecke
Karl Lüdecke  (* 10. Februar 1896 in Erfurt; † 26. November 1977 in Augsburg) war ein deutscher Zeichner und Bildhauer.

## Leben
Geboren und aufgewachsen als Sohn des Holzbildhauers Fritz Lüdecke verbrachte er seine Kindheit und Schulzeit in Erfurt. Dort studierte er an der staatlichen Städtischen Kunst- und Gewerbeschule. Im Jahr 1918 bis 1922 studierte er an der Kunstakademie Dresden und war Schüler bei Robert Diez, Karl Albiker und Selmar Werner. Bereits 1920 war er an einer Kunstausstellung in Dresden beteiligt. Im Jahr 1926 fertigte er für die Jubiläums-Gartenbau-Ausstellung zwei Kolossalplastiken an der Villa Rosenhof in Dresden an. Lüdecke beteiligte sich an der Künstlergruppe Die Schaffenden und er war Mitglied der Künstlergruppe Aktion, die zum Umfeld der Dresdner Sezessionsbewegungen gerechnet wird. Bei Ausstellungen, wie im Jahr 1933, war er mit dem Deutschen Künstlerbund und der Künstlervereinigung Dresden beteiligt. 
In der Zeit des Nationalsozialismus war Lüdecke Mitglied der Reichskammer der bildenden Künste. Für diese Zeit ist seine Teilnahme an sechs großen Ausstellungen sicher belegt. 1937 wurden im Rahmen der deutschlandweiten konzertierten Aktion „Entartete Kunst“ Werke Lüdeckes, die nicht dem nazistischen Kunstkanon entsprachen, aus der Skulpturensammlung und dem Stadtmuseum Dresden beschlagnahmt.
Nach den Bombenangriffen auf Dresden siedelte Lüdecke nach Augsburg um. 1945/1946 war er auf der Ausstellung „Freie Künstler. Ausstellung Nr. 1“ in der Kunstakademie Dresden, 1946 auf der Deutschen Kunstausstellung und 1947 mit drei Werken auf der Ersten Ausstellung Dresdner Künstler in Dresden vertreten. 1956 kehrte er nach Dresden zurück. Zunächst wurden ihm Aufträge verweigert, jedoch konnte er durch Fürsprache des Bildhauers Eugen Hoffmann seine Arbeit bei der künstlerischen Gestaltung des Dresdner Stadtzentrums fortsetzen. Die politischen Auseinandersetzungen aber blieben. Am 6. Juni 1961 verließ er die Stadt und kehrte nach Augsburg zurück. Er fertigte Porträts, Bauplastiken, Kleinplastiken, Reliefs und auch große Standbilder an, wie Mensch und Woge aus verschiedenen Materialien.

## 1937 als „entartet“ beschlagnahmte Werke
- Mutter und Kind (Skulptur; zur „Verwertung“ an den Kunsthändler Karl Buchholz; Verbleib unbekannt)
- Stehender weiblicher Akt (Skulptur; zerstört)
- Weiblicher Akt (Skulptur, Holz; zerstört)
- Aktstudien (drei Zeichnungen; zerstört)
- Kopfstudien (drei Zeichnungen; zerstört)

## Werke, Auswahl

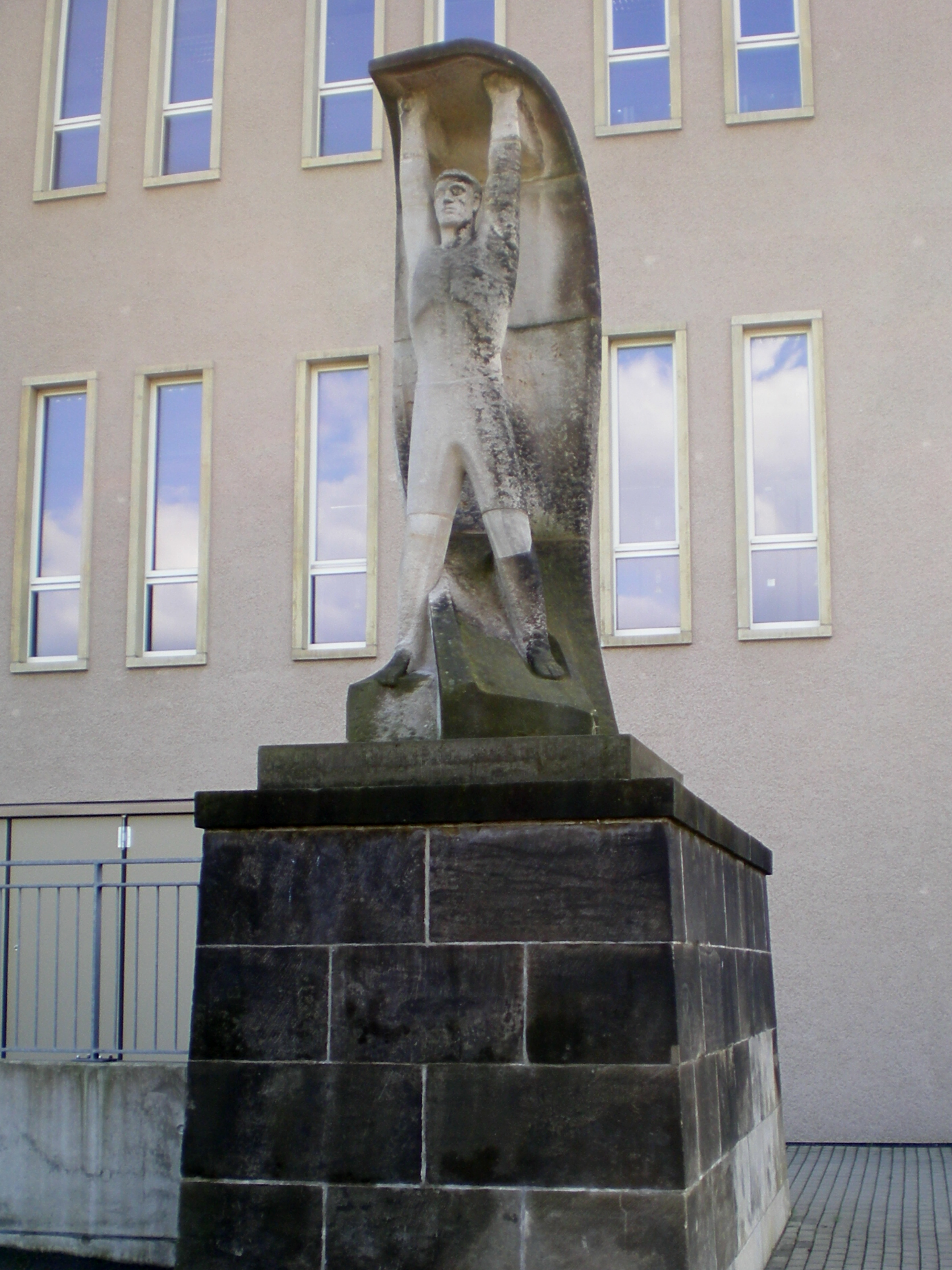
Mensch und Woge

- 1930: Bronzeplastik Junges Mädchen, Halbfigur Dresden – Jahresausstellung des Sächsischen Kunstvereins, Dresden 1931[4]
- Trinker (Sitzfigur, Holz; 1947 ausgestellt auf der Ersten Ausstellung Dresdner Künstler in Dresden)[3]
- 1956: Erkerrelief Vogelwiese am Altmarkt, Dresden
- 1959–60: Sandsteinskulptur Mensch und Woge – Bändigung und Verwendung des Wassers, TU Dresden, Zellescher Weg, Campuseingang Trefftz- und Willers-Bau
- Holzskulptur, geschnitzt: Mädchen, Halbfigur, Private Sammlungen und Kunsthandel[5]
- Plastik Rumänischer Bauer, Bronze, Stadtmuseum Dresden Lost-Art-ID: 421902
- Zwei trauernde (?) Figuren (Holzschnitt, 23,3 × 19,8 cm; Kupferstichkabinett Dresden)[6]